# Tysksociala rörelsen
Tysksociala rörelsen (tyska: Detsch-Soziale Bewegung, DSB) var en högerextrem grupp i Västtyskland som existerade mellan 1951 och 1967. Gruppen grundades som den tyska fraktionen av Malmörörelsen och vidmakthöll täta kontakter med Per Engdahl och Nysvenska rörelsen. Gruppens ordförande var den tidigare SS-officeren Karl-Heinz Priester.